# Caractère alphanumérique
 (juin 2019).

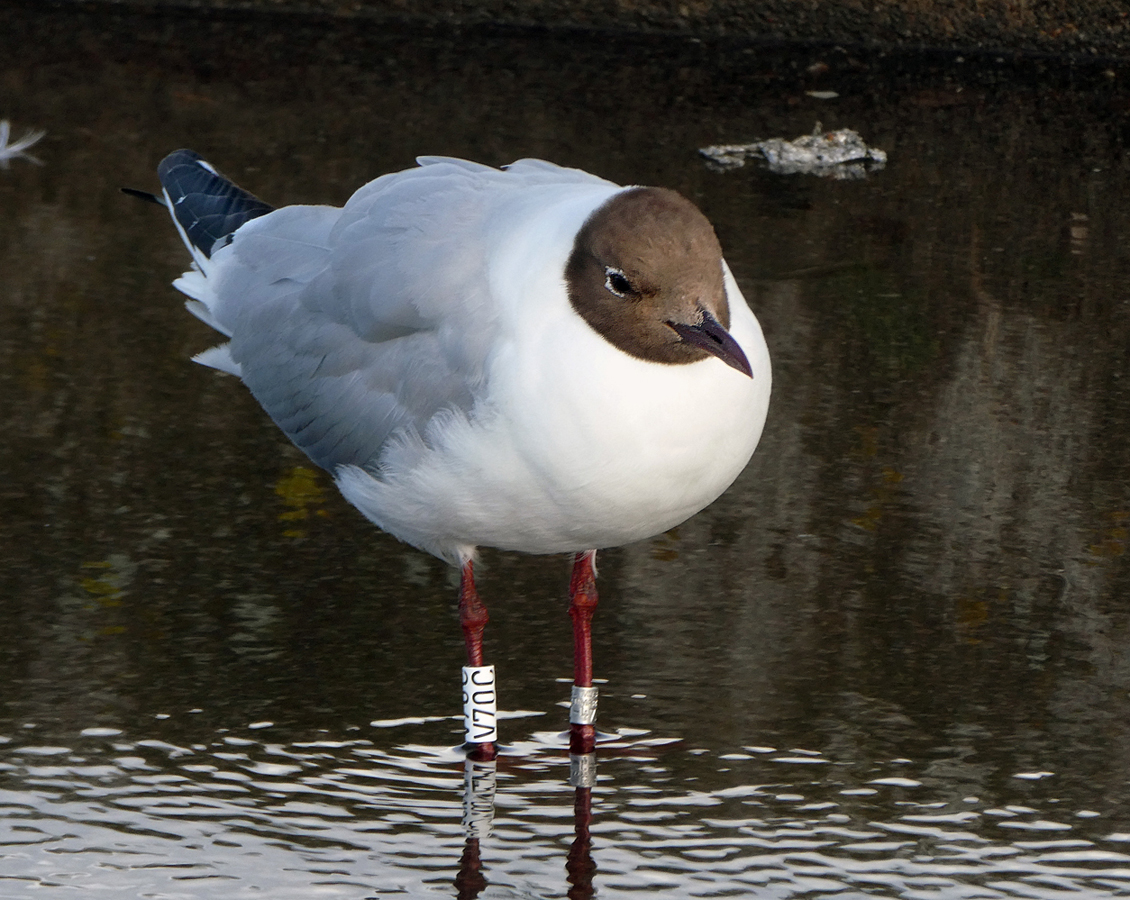
Une mouette rieuse cerclé d'un anneau plastique alphanumérique qui facilite la lecture à distance.

Les caractères alphanumériques sont un sous-ensemble de caractères qui comprennent les alphabétiques représentant les lettres (de A à Z dans l'alphabet latin) minuscules et majuscules, ainsi que les caractères numériques comprenant les chiffres arabes (de 0 à 9).  
A ne pas confondre avec les caractères alphaphonétiques qui définissent les 26 sons attribués aux lettres de l'alphabet. 
Les caractères avec diacritiques comme le é ou le ä, ainsi que les lettres supplémentaires, sont des caractères d'alphabets étendus et ne sont généralement pas inclus[réf. nécessaire] dans l'ensemble des caractères alphanumériques.
Les caractères de ponctuation comme le point ou la virgule ne sont pas des caractères alphanumériques, puisqu'ils sont des caractères de ponctuation.
En informatique et en gestion de bases de données, le type alphanumérique comprend les lettres, les chiffres et les caractères spéciaux, mais exclut les calculs sur ce type.
En kabbale occidentale comme en informatique, chaque lettre de l'alphabet (1-26) correspond à une valeur alphanumérique. Cependant les valeurs attribuées à chaque lettre varient d'une tradition à l'autre.

## Expression rationnelle
Pour tester une chaîne alphanumérique, nous pouvons nous servir des expressions rationnelle.
PCRE, une expression régulière qui vérifie qu'une chaîne contient uniquement des caractères alphanumériques, ressemblerait à ceci :
#^[:alnum:]$#
A noter : [:alnum:] correspond à [A-Za-z0-9], donc [:alnum:] est une constante qui propose tous les caractères alphanumériques.